# 酰氯

酰氯的通式

酰氯（英語：acyl chloride 或 acid chloride）是指含有 -C(O)Cl 官能团的化合物，属于酰卤的一类，是羧酸中的羟基被氯替换后形成的羧酸衍生物。最简单的酰氯是甲酰氯，但甲酰氯非常不稳定，不能像其他酰氯一样通过甲酸与氯化试剂反应得到。常见的酰氯有：乙酰氯、苯甲酰氯、草酰氯、氯乙酰氯、三氯乙酰氯、光氣等。
酰氯也指各种无机含氧酸的衍生物，通式为 -M(=O)Cl。M一般为非金属元素，如C、P、S等。一些例子有：亚硝酰氯、硫酰氯、磷酰氯、亚硫酰氯等。

## 性质
低级酰氯是有刺鼻气味的液体，高级的为固体。由于分子中没有缔合，酰氯的沸点比相应的羧酸低。酰氯不溶于水，低级的遇水分解。由于氯有较强的电负性，在酰氯中主要表现为强的吸电子诱导效应，而与羰基的共轭效应很弱，因此酰氯中C-Cl键并不比氯代烷中C-Cl键短。

## 制备
酰氯最常用的制备方法是用亚硫酰氯、三氯化磷、五氯化磷与羧酸反应制得。
R-COOH + SOCl2 → R-COCl + SO2 + HCl
3R-COOH + PCl3 → 3R-COCl + H3PO3
R-COOH + PCl5 → R-COCl + POCl3 + HCl
其中一般用亚硫酰氯，因为产物二氧化硫和氯化氢都是气体，容易分离，纯度好，产率高。亚硫酰氯的沸点只有79°C，稍过量的亚硫酰氯可以通过蒸馏被分离出来。用亚硫酰氯制备酰氯的反应可以被二甲基甲酰胺所催化。反应机理为：
也可以用草酰氯作氯化试剂，与羧酸反应制备酰氯：
R-COOH + ClCOCOCl → R-COCl + CO + CO2 + HCl
这个反应同样受到二甲基甲酰胺的催化。机理中，第一步是二甲基甲酰胺与草酰氯作用生成一个活性的亚胺盐中间体。
然后羧酸与此中间体反应，生成酰氯，并重新得到二甲基甲酰胺：
此外酰氯也可由羧酸、四氯化碳和三苯基膦发生Appel反应得到：
R-COOH + Ph3P + CCl4 → R-COCl + Ph3PO + CHCl3
羧酸与三聚氰氯反应也可以生成酰氯：

## 反应

### 亲核酰基取代反应
酰氯中的氯原子有吸电子效应，增强了碳的亲电性，使酰氯更容易受到亲核试剂的进攻，而且 Cl− 也是一个很好的离去基团，因此酰氯发生亲核酰基取代反应的活性在所有羧酸衍生物中最强。最简单的例子，便是低级酰氯遇水发生的水解反应：
RCOCl + H-OH → RCOOH + HCl
除此之外，酰氯还可以与氨／胺反应生成酰胺（氨解），与醇反应生成酯（醇解），与羧酸根离子反应生成酸酐等。反应中一般加入碱（如氢氧化钠、吡啶或胺）来催化反应，并吸收反应的副产物氯化氢。由于酰氯比相应的羧酸活性更强，用酰氯作原料的反应也往往产率更高，因此制取酰胺、酯、酸酐时也往往以酰氯为原料，而不是羧酸。

### 有机金属试剂
与格氏试剂反应时，一分子的格氏试剂与酰氯反应生成酮，然后第二分子格氏试剂可以再将酮转化为三级醇。与活性较低的二烷基铜锂和有机镉试剂反应时，反应只生成酮。芳香酰氯一般不如脂肪酰氯活泼。

### 还原反应
还原反应：用催化氢化、氢化铝锂、二异丁基氢化铝还原时，酰氯转化为一级醇。用1mol的三(叔丁氧基)氢化铝锂还原则生成醛。用中毒的钯催化剂使酰氯发生催化还原时，也会生成醛，这个方法称为Rosenmund还原反应。

### 亲电芳香取代反应
氯化铁或氯化铝等路易斯酸催化时，酰氯可以与芳香化合物发生亲电芳香取代反应（傅-克反应），生成芳香酮。反应的机理为：
一个类似的反应是Nenitzescu反应（或称Nenitshesku反应），是用酰氯与烯烃在路易斯酸作用下反应生成酮
。机理是酰基正离子先与烯烃发生亲电加成生成碳正离子，由于羰基α-氢很活泼，因此消除质子便得到不饱和酮。

## 脚注
1. ↑  Clayden, Jonathan. . Oxford: Oxford University Press. 2001: 276–296. ISBN 0-19-850346-6.
2. ↑  "Triphenylphosphine-carbon tetrachloride （页面存档备份，存于） Taschner, Michael J. e-EROS: Encyclopedia of Reagents for Organic Synthesis, 2001
3. ↑  K. Venkataraman, and D. R. Wagle. . Tet. Lett. 1979, 20 (32): 3037–3040. doi:10.1016/S0040-4039(00)71006-9.
4. ↑  William Reusch. . VirtualText of Organic Chemistry. Michigan State University. （原始内容存档于2016-05-16）.
5. ↑  Price, C. C. Org. React. 1946, 3, 1. (Review)
6. ↑  Groves, J. K. . Chem. Soc. Rev. 1972, 1: 73. doi:10.1039/cs9720100073.
7. ↑  Eyley, S. C. Comp. Org. Syn. 1991, 2, 707-731. (Review)
8. ↑  Heaney, H. Comp. Org. Syn. 1991, 2, 733-752. (Review)